# 大裘冕

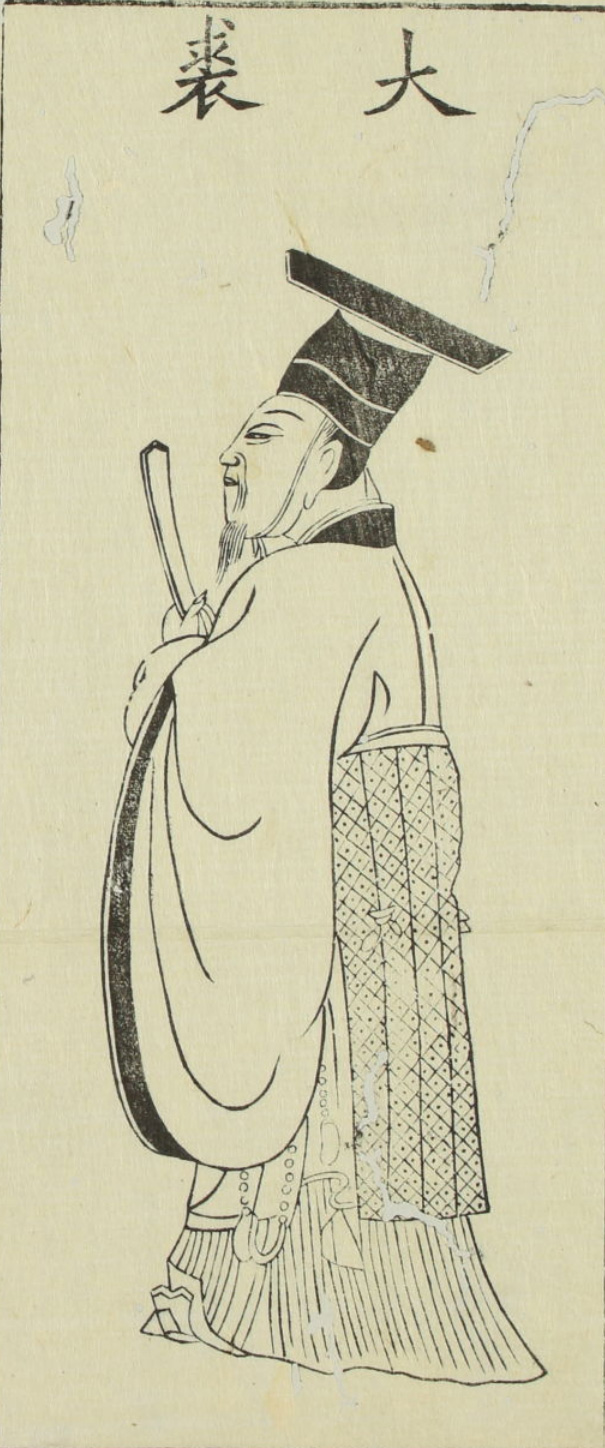
大裘冕式样

大裘冕是中国古代统治者所使用的礼服之一，属于冕服的一种，通常在祭天时使用。大裘冕最早定于《周礼》之中，各朝定制有所不同。与其他冕不同，大裘冕的冕冠无旒，裘则为黑羊裘。